# 崔寛
崔 寛（さい かん、410年 - 472年）は、北魏の官僚。字は景仁。本貫は清河郡東武城県。

## 経歴
崔剖の子として生まれた。父とともに北涼から北魏に帰順し、威遠将軍・岐陽県令となり、沂水男の爵位を受けた。平城に入り、散騎侍郎・寧朔将軍に任じられ、安国子の爵位に進んだ。しばらくして弘農郡太守として出向した。450年（太平真君11年）、崔浩が処刑されたが、崔寛は一族としては遠い関係にあったため、連座を免れた。武城に移住して、曹魏の崔林の住居跡に居を構えた。後に武陵公の爵位を嗣ぎ、鎮西将軍の号を受け、陝城鎮将に任じられた。能政と呼ばれて、民衆に慕われ、孝文帝にも賞賛された。472年（延興2年）、死去した。享年は63。

## 子女
- 崔衡
- 崔恕（尚書郎）

## 伝記資料
- 『魏書』巻24 列伝第12
- 『北史』巻21 列伝第9